# Missione Caracas
Missione Caracas (Mission espéciale à Caracas) è un film del 1965 di genere avventuroso spionistico, diretto da Raoul André, tratto dal romanzo Tredici donne di Claude Rank.

## Trama
Su una nave da crociera un gruppo di esuli cubani in Venezuela mostra a un gruppo anti-castrista una bomba potente da loro sviluppata. Il dispositivo viene acquistato pagando una grossa somma di diamanti, che vengono riposti in un portafoglio insieme ai progetti della bomba. Tuttavia, la bomba può essere fabbricata solo in Francia da un avventuriero, Émile Vasson, il quale l'aveva sperimentata precedentemente. Boris Gordine, capo dello spionaggio russo operante in Sudamerica, incarica il suo agente Loys Lequemenec di uccidere Vasson e di impadronirsi della formula per poi denunciare la nazione francese come fomentatrice del complotto. Loys compie la missione su una nave da crociera nell'atlantico ma la borsa con i preziosi documenti finisce nelle mani di Martine de Lainville, complice di Vasson, che opera sotto l'attività fittizia di presidentessa di un'associazione di beneficenza.
Del tutto casualmente, un gruppo di tredici ragazze viaggiatrici del piroscafo nota il contenuto della borsa; ciascuna di loro fa di tutto per impadronirsene mentre l'agente speciale Gil Becker, sceso da un elicottero sulla nave per recuperare i documenti, si trova a lottare con Loys il quale, ferito, riesce a fuggire nascondendosi all'interno del piroscafo. Dopo altri due delitti avvenuti a bordo – una donna e lo stesso Loys – le tredici ragazze, a una sosta a terra, vengono convocate dai servizi segreti sovietici ma Becker, per un colpo di fortuna, scopre che una delle ragazze è in possesso dei documenti e le fa rientrare tutte a bordo, ingaggiando una lotta con gli agenti sovietici e uscendone vincente. Quando una delle ragazze sta per essere uccisa, Gil Becker, grazie al pianista della nave, smaschera l'autrice degli omicidi – la stessa Martine, che si era finta morta – e, una volta arrivati in Francia, consegna alle autorità i documenti, nascosti dentro una doppia fodera di cuoio della borsa e fa arrestare gli agenti sovietici, che avevano nel frattempo fatto fuori Martine.

## Distribuzione
In Francia il film ebbe la prima proiezione il 6 ottobre 1965. In Italia ebbe il visto di censura n. 45.767 del 29 settembre 1965 per una lunghezza di 2.260 metri.
Fu distribuito a condizione del taglio di tre scene:
- quella in cui una delle ragazze viene torturata con un guanto a chiodi;
- l'ultima parte dove uno dei personaggi, trascinato verso l'alto, viene schiacciato contro il soffitto;
- quella in cui il protagonista appare in costume da bagno.[1]